# Wollmar Boström
Wollmar Filip Boström (Överselö, 15 de junio de 1878 – Estocolmo, 7 de noviembre de 1956) fue un diplomático y tenista sueco. Ganó la medalla de bronce de los Juegos Olímpicos de Londres 1908 en el torneo masculino de tenis de salón en dobles, junto con Gunnar Setterwall. También compitió en los Juegos Olímpicos de Estocolmo 1912.
Desde 1922 desempeñó el cargo de enviado diplomático de su país en distintos países, como España y Portugal (1922–1925) y Estados Unidos (1925–1945). Era hijo del gobernador de la provincia de Södermanland Filip Boström y sobrino del primer ministro Erik Gustaf Boström.